# Représentations des Amérindiens dans la culture populaire
 (mai 2014).
 (novembre 2015).
 (mai 2014).
Les premières représentations imagées des  Amérindiens dans des œuvres européennes, qui remontent aux XVIe et XVIIe siècles, montrent peu de différences physiques entre les Autochtones et les Européens. Ces représentations changent drastiquement au XIXe siècle alors que des stéréotypes raciaux apparaissent dans les œuvres des cinéastes, des photographes, des bédéistes et des illustrateurs.
On peut d’ailleurs retrouver cette iconographie stéréotypée dans des dessins d’enfants, qui réservent à l’« Indien », d’Amérique du Nord notamment, une panoplie de signes de reconnaissance, tels que les tipis, les coiffes de plumes, les canots, les feux de camp, les flèches, etc. Ces représentations n’ont rien à voir avec la réalité ethnologique et les situations sociales actuelles des autochtones américains : les enfants qui n’ont pas de contact avec ceux-ci n’ont que la télévision, la bande dessinée et les arts en général comme références.

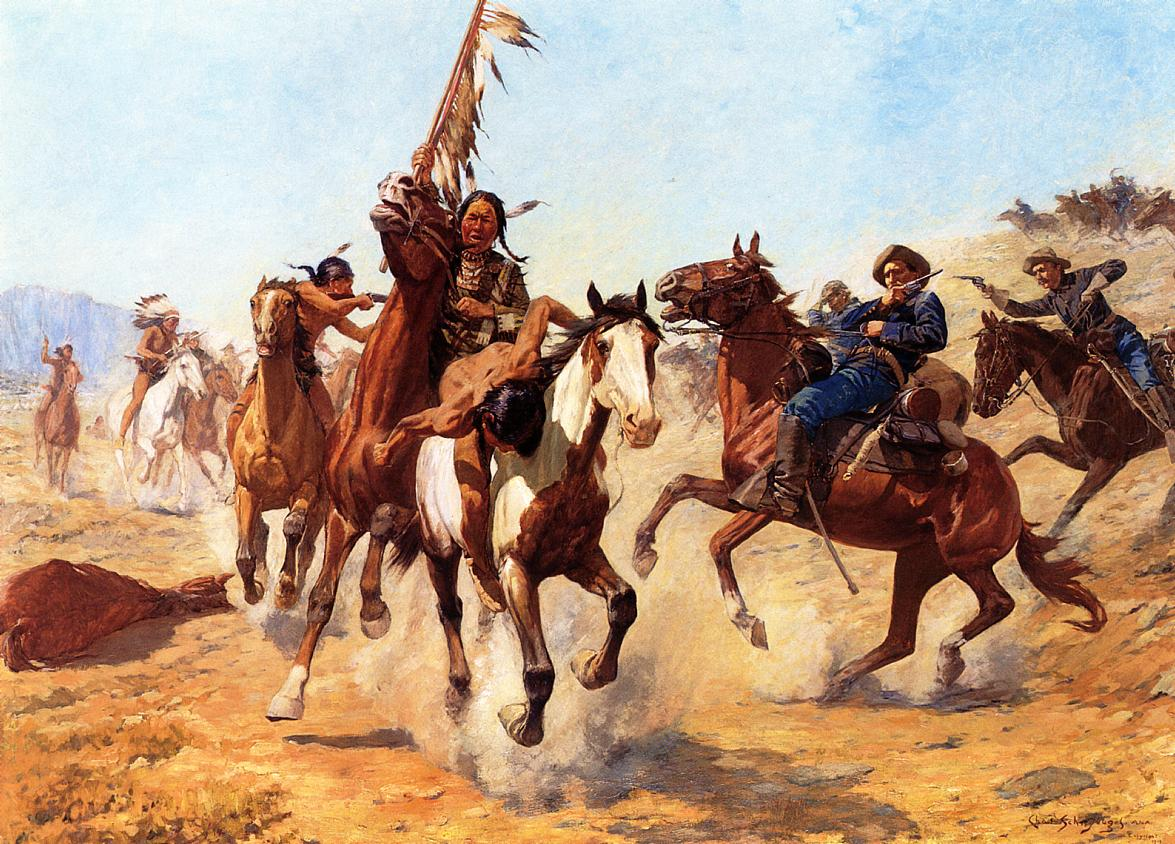
Le tableau The Silenced War Whoop du peintre américain Charles Schreyvogel, réalisé en 1908, est représentatif des stéréotypes de l'époque sur les Amérindiens.

## Représentation des Autochtones dans le cinéma américain (USA)

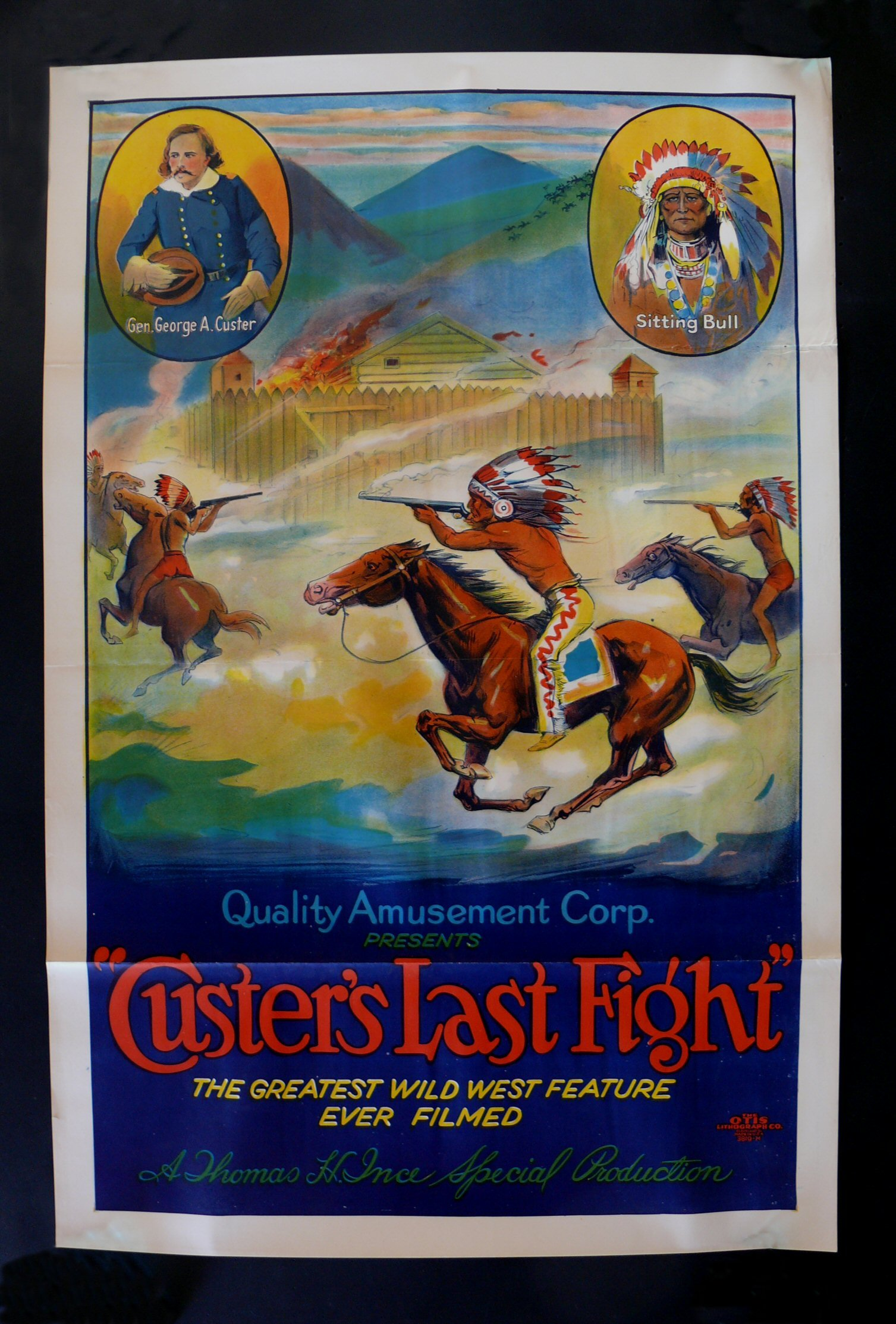
Affiche du film Custer's Last Fight (Le Dernier combat du lieutenant) de Francis Ford lors de sa re-sortie en 1925.

### Origines
L’Autochtone est présenté depuis les tout débuts du cinéma américain. En effet, il occupe une place de choix dans les courtes scènes filmées dès 1894 par Thomas Edison et son proche collaborateur Dickson dans leur studio nommé « Black Maria » : 
Buffalo Dance et Sioux Ghost Dance, tous deux très courts métrages de William Kennedy Laurie Dickson (1894), sont effectivement parmi les premières apparitions au cinéma d'Indiens de non-fiction.

### La représentation de l’Autochtone dans le western
En 1903, le western fait son apparition avec le film The Great Train Robbery d’Edwin S. Porter. À la suite de ce premier film, les Autochtones ont été introduits dans la recette du Western pour compléter l’image du Far West. Les trames des premiers films westerns situent leur action entre 1860 et 1890, à une époque où beaucoup de guerres amérindiennes eurent lieu dans les plaines centrales du Sud-Ouest américain (les Indian Wars). Ces combats ayant été grandement médiatisés, ceux-ci eurent le stéréotype d’Autochtones assoiffés de sang. C’est pourquoi ils furent représentés ainsi dans les films qui cherchent à tenir compte de cette période historique. Pour les réalisateurs de ces films westerns ayant un caractère historique, l’Autochtone n’est pas qu’un simple élément à respecter dans une reconstitution historique ; son utilisation cinématographique servait à représenter la sauvagerie et la nature, et cela fut un élément conventionnel de ce genre. On retrouve également la représentation d’Autochtones aux longs cheveux coiffés d’un chapeau de plumes. Ils sont d’ailleurs reconnaissables par leur physique, leurs costumes et leur utilisation de l’arme blanche. L’autochtone est également souvent représenté en tant que personnage taciturne. Il est soit bon, soit méchant, et est toujours lié à la nature d’une manière ou d’une autre, par exemple, en représentant soit un « menaçant fauve » ou « un gentil agneau » (M. Lefebvre). C’est la présence de l’Autochtone filmé en arrière-plan avec les plaines et les steppes qui lui donne la personnification de la nature ; il est le représentant d’une nature ensauvagée.

### La valorisation des Autochtones dans les films westerns
Il existe quatre grands genres de western : le western classique (le protagoniste passe du versant sauvage au versant civilisé de la société frontalière), le western de vengeance (le héros passe du versant civilisé au versant sauvage pour retourner à la fin au versant civilisé), le western de transition (du versant civilisé au versant sauvage) et le western professionnel (commence et se termine dans le versant sauvage)[réf. nécessaire][Interprétation personnelle ?]. Donc, dans un western classique (par exemple, Wells Fargo) ou dans un western de vengeance (Red River par exemple), l’indien sera représenté de manière négative. Ils sont alors perçus comme « sales et méchants »[Interprétation personnelle ?]. À l’opposé, ils sont perçus de manière positive dans les westerns de transition (Broken Arrow, par exemple), où l’autochtone devient le « bon indien » et la civilisation devient méchante, et dans les westerns professionnels (El Dorado  est un exemple de western professionnel), où le héros s’« indianise ».
Le type de valorisation de l’autochtone dans les films est fait en fonction du type de western présenté, et donc du déplacement du protagoniste dans la société frontalière (versant sauvage et versant civilisé) dans ces films.
En 2018, dans Taqawan, Éric Plamondon écrit « Le problème des Amérindiens du Québec, et même de tout le Nord-Est de l'Amérique, c'est qu'ils n'ont jamais eu de chevaux.[...] En expulsant les Indiens sans monture de l'écran, Hollywood les a chassés de notre imaginaire. »

## Dans la bande dessinée
Les Autochtones occupent une place caricaturale dans les corpus de bande dessinée et les lecteurs saisissent moins bien les signes humoristiques de situation qui pourraient contrebalancer ces caricatures. De plus, on remarque que les bandes dessinées présentent les idées que les Blancs se font des Autochtones et ne présente pas une vision qui pourrait rectifier cette idée chez les enfants.

### Les Autochtones dans lesLucky Luke
Dans les Lucky Luke scénarisés par Goscinny, il existe des catégories d’albums présentant des images et des épisodes avec des Autochtones, lorsqu’ils y sont présents.

#### Apparitions minimales et négatives
Dans les albums Des barbelés sur la prairie, Les rivaux de Painful Gulch, Les Dalton dans le blizzard, Billy the kid, La ville fantôme, Les Dalton se rachètent, L’escorte, et Dalton city, il y a peu d’images comportant des représentations d’Autochtones dans les albums s’y retrouvant ; ils n’ont pas d’importance sur le déroulement de l’histoire. De plus, l’image globale de l’amérindien est présentée de manière négative. Par exemple, les Autochtones sont peureux face au Dalton, ou encore ils sont naïfs et brutaux parce qu’ils se sont fait duper par ceux-ci. Dans certains cas, l’image de l’amérindien peut être positive dans la mesure où l’image de l’amérindien est un stéréotype de l’Indien qui circule dans la culture euro-américaine.

#### Infériorité par rapport à l’homme blanc
Dans les albums La diligence, La caravane, Les collines noires, Le cavalier blanc, Le fil qui chante, Calamity Jane, Western Circus et Le pied tendre, les épisodes avec des Autochtones sont essentiels pour le déroulement de l’histoire. Le contact entre les Amérindiens et les hommes blancs est présenté comme une situation de déséquilibre où l’homme blanc a souvent le dessus sur les Amérindiens en ayant recours, soit à l’utilisation de stratagèmes pour accentuer la crédulité des Autochtones, soit en exploitant leurs moments de « faiblesse » ou encore que le contact avec les hommes blancs les déculture.

#### Autochtones influençables
Dans les albums Les Dalton courent toujours, Chasseur de primes et Le 20e de cavalerie, le nombre d’images et d’épisodes comportant l’apparition d’Autochtones est élevé et tous ces épisodes sont importants pour le déroulement de l’action. Ces Autochtones sont influencés d’une manière ou d’une autre dans leur comportement par les hommes blancs et finissent par attaquer ces derniers. Soit les Dalton les convainquent de participer à leurs crimes, soit la vérité par rapport à une situation est compromise par un chasseur de primes blanc, ou soit qu’un soldat-renégat les pousse à attaquer le Fort Cheyenne.

#### Indiens déculturés
L’album Lucky Luke, Canyon Apache, se différencie premièrement par son très grand nombre d’images avec des Autochtones (soit environ 44 % des images totales), et deuxièmement par la manière dont les Autochtones y sont particulièrement traités. Dans cet album, le chef Patronimo et son sorcier sont les principaux personnages, en fait « métis », et 133 des 180 images comportant des Autochtones illustrent soit le personnage de Patronimo, soit des Autochtones ne possédant plus vraiment leur culture à cause de leurs contacts avec des Blancs qui provoque un processus d’acculturation-déculturation. Dans cette catégorie, l’image de Autochtone est négative, car il ne s’agit plus d’eux-mêmes, mais « d’Autochtones déculturés par l’homme blanc ». Goscinny n’est pas loin de suggérer que la violence chez les Autochtones est liée aux influences de l’homme blanc.

#### Conclusion de la représentation des Autochtones dans les Lucky Luke
Les mêmes thèmes associés aux Autochtones (envoi de messages, attaques, transaction de toutes sortes, etc.) représentant les traits culturels qui les caractérisent, et ils sont repris dans toutes les catégories. Goscinny se serait dans ses œuvres arrêté aux situations de contact entre les hommes blancs et les Autochtones et aux résultats de ces contacts.
L’assimilation de l’Autochtone sous la domination de l’invasion de leur culture par les Blancs est le message principal que René Goscinny a voulu faire passer.

## Dans le sport

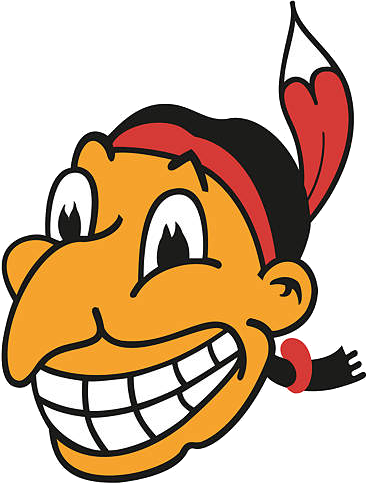
Logo de la mascotte Chief Wahoo de l'équipe de baseball des Indians de Cleveland pour la période 1946-1950.

### Médiagraphie
- Delmer, Daves (1950), Broken Arrow [enregistrement vidéo], États-Unis, Twentieth Century Fox Film Corporation, 93 min.
- François-Marc Gagnon, « Une image toute faite de l’Indien », Recherches amérindiennes au Québec, vol. 16, no 4,‎ 1986, p. 27-33
- France Gascon, « L’iconographie de l’Indien dans les dessins d’enfants », Recherches amérindiennes au Québec, vol. 11, no 4,‎ 1981, p. 346-350
- Hawks, Howard (1948). Red River [enregistrement vidéo], États-Unis, Charles K. Feldman Group, 133 min.
- Hawks, Howard (7 juin 1967). El Dorado [enregistrement vidéo], États-Unis, Paramount Pictures, 126 min.
- Martin Lefebvre, « La représentation de l’Indien dans le cinéma américain », Recherches amérindiennes au Québec, vol. 17, no 3,‎ 1987, p. 65-78
- Lloyd, Frank (1937). Wells Fargo [enregistrement vidéo], États-Unis, Paramount picture, 97 min.
- Jean-François Moreau, « Les Indiens de Goscinny », Recherches amérindiennes au Québec, vol. 11, no 4,‎ 1981, p. 351-378
- (en) Angela Aleiss, Making the white man's Indian : native Americans and Hollywood movies, Westport, Praeger, 2005, 211 p. (ISBN 978-0-313-02575-4, OCLC 63814360, lire en ligne)
- (en) Edward Buscombe, 'Injuns!' : Native Americans in the movies, Londres, Reaktion, 2006, 272 p. (ISBN 978-1-86189-279-9, OCLC 67867482, lire en ligne)
- (en) M. Elise Marubbio, Killing the Indian maiden : images of Native American women in film, Lexington, University Press of Kentucky, 2006, 298 p. (ISBN 978-0-8131-7154-8, OCLC 77011175, lire en ligne)
- (en) Peter Rollins, Hollywood's Indian : the Portrayal of the Native American in Film, Lexington, University Press of Kentucky, 2011, 266 p. (ISBN 978-0-8131-3165-8, OCLC 768083118, lire en ligne)

#### Masques et déguisements
- Costume, Déguisement, Travestissement
- Société festive et carnavalesque, Carnaval
- Masques et Mascarades
- Satire et caricature
- Cosplay, Jeu de rôle
- Fête brésilienne de 1550
- Indiens de Mardi gras (Carnaval de La Nouvelle Orléans), Indian Red
- Travestissements de Carnaval, Carnaval des Noirs et Blancs

#### Histoire
- Liste des inventions et innovations des peuples indigènes d'Amérique pré-colombienne (en)
- Exploration de l'Amérique du Nord (en), Explorateurs de l'Amérique du Nord
- Mythologie indienne dans la littérature d'Amérique du Nord (de)
- Esclavage des Amérindiens
- Guerres indiennes, Films sur les guerres indiennes
- Loi canadienne sur les Indiens (1876), registre des Indiens, droit autochtone canadien
- Actes de génocide en Amérique, Déportation des Amérindiens
- Journal de la Société des américanistes, Liste d'ethnologues américanistes
- Apaches, Comanches, Navajos, Yanomami, Shuars...
- Guerres impliquant les peuples indigènes d'Amérique du Nord (en)
- Massacre d'Amérindiens (en), Massacres par des Amérindiens (en)
- Assimilation culturelle des Nord-Amérindiens (en) (1790-1920)
- République Lakota (2008), Russell Means (1939-2012)
- Explorateurs de l'Amérique du Sud

#### Critiques
- Droit des peuples autochtones, Déclaration des droits des peuples autochtones (2007)
- Roman colonial, Cinéma colonial
- Études postcoloniales, Études décoloniales, Guerres de l'histoire
- Indigénisme
- Racialisme
- Génocide culturel, Acculturation
- Ethnocentrisme, Ethnocide
- Survival International
- Indianisme
- Indigènisation (en)
- Revitalisation (ethnologie) (de)
- Ella Cara Deloria (1888-1971)
- Évolutionnisme (anthropologie), Diffusionnisme, Liste des courants de l'anthropologie
- Décolonisation de l'espace public

#### Artistes amérindiens
- Photographes amérindiens (autre catégorie anglophone) (en)
- Cinéastes amérindiens (en)

#### Littérature
- Grégory Wallerick, La perception des Amérindiens dans l’Europe à la fin du XVIe s. à travers l’oeuvre du protestant Théodore de Bry, 2016, 175 p.
- Stéphanie Chaffray, La mise en scène du corps amérindien : la représentation du vêtement dans les relations de voyage en Nouvelle-France, article, 2008
- Grégory Wallerick, La représentation du Brésil et de ses habitants dans l’Europe de la fin du xvie siècle, article, 2010, revue Confins
- Jean-Paul Duviols, Premiers regards sur les sauvages (xvie siècle), article, 2017, revue America (CRICCAL)
- Jean-François Dupeyron, Montaigne et les Amérindiens, article, 2014
- Grégory Wallerick, Conquistadores et Amérindiens dans la collection des Grands Voyages, article
- Nathan Wachtel, La vision des vaincus : la conquête espagnole dans le folklore indigène, article, 1967

#### Média
- Marie Lépine-Loiselle, États-Unis : la représentation des Autochtones est « désastreuse », article, espaces-autochtones

#### Cinéma
- Les Amérindiens vus par Hollywood, UNIL (Lausanne), Centre d'études cinématographiques, cours, 7 p.
- Reel Injun : Indiens et stéréotypes au cinéma, article
- Naissance des représentations